# Ташбулатово
Ташбула́тово (рос. Ташбулатово, башк. Ташбулат) — село у складі Абзеліловського району Башкортостану, Росія. Адміністративний центр Ташбулатовської сільської ради.
Населення — 1277 осіб (2010; 1048 в 2002).
Національний склад:
- башкири — 97%